# Björneborgs ortodoxa kyrka
Björneborgs ortodoxa kyrka, (finska: Porin ortodoksinen kirkko) också kallad Johannes Teologens kyrka, (Porin Johannes Teologin kirkko) eller Den helige aposteln och evangelisten Johannes Teologens kyrka, (Pyhän Apostoli ja evankelista Johannes Teologin kirkko) är en finsk-ortodox kyrkobyggnad belägen i staden och kommunen Björneborg, i landskapet Satakunta i Finland.
Kyrkan är helgad åt aposteln Johannes och tillhör Tammerfors ortodoxa församling.

## Historik
Till följd av andra världskriget flyttade ungefär 200 östortodoxa kristna till Björneborg. 1975 byggdes ett bönehus i Björneborg, men den lokala befolkningen ville ändå ha en kyrka.
Grundstenen till Björneborgs ortodoxa kyrka lades den 30 november 2001. Byggnaden stod färdig 2002, och som ritades av arkitekten och kyrkoherden Matti Porkka från staden Torneå i Lappland.
Kyrkan invigdes den 29 september 2002 av metropolit Ambrosius av Helsingfors, där cirka 400 personer deltog.

## Kyrkan
Kyrkobyggnadens design har nybysantinska och nyryska inslag.
Björneborgs kyrka har åtta klockor, varav den minsta väger 7 kg och den största cirka 640 kg. Klockorna tillverkades i Ryssland av företaget Vera Voronezh. Klockorna installerades av Sergej Starostenkov från Sankt Petersburg och Alexander Davydov från Murmansk.
Klockorna välsignades den 23 september 2002.
Inne i kyrkan finns en ikonostas som målades av ikonmålaren Margit Lintu. Ikonerna målades av Harri Stefanius från Björneborg.

### Allmänna källor
- Porin Johannes Teologin kirkko – Ortodoksi.net
- Apostoli Johannes Teologin kirkko - Tiekirkot
- Porin ortodoksinen kirkko täyttää 20 vuotta | Porin Seudun Tiistaiseura ry
- Porin alue | Tampereen ortodoksinen seurakunta (tampereort.fi)
- Porin ortodoksinen kirkko - Matkailu-opas